# Johannes von Diest
Johannes von Diest, auch Dyst oder Deest († 21. September 1259) war als Johannes II. von 1254 bis 1259 Bischof von Lübeck.

## Leben
Der Franziskaner Diest hatte als Kreuzprediger gegen die Ungläubigen einen Ruf erlangt. Er wurde zunächst Bischof von Samland, dort jedoch vertrieben. Gleich im Jahr seines Amtsantrittes in Lübeck geriet er in Streitigkeiten mit den Grafen Johann und Gerhard von Holstein, die sich an den bischöflichen Tafelgütern bedienten. Die gestohlenen Güter musste er mit 800 Mark Silber von diesen zurückkaufen. Als die Holsteiner Grafen den bischöflichen Bauern eine Grafenschatzung (grevenscan) auferlegten, erhob Johann gegen diese Klage. Es kam in der Folge am 13. November 1256 zu einem Vergleich und Johann musste seine Gerechtsame am Ort Flemmingdorf abgeben. Im März 1256 stellte er einen Vergleich zwischen dem Lübecker Domkapitel und dem Rat von Lübeck her, in dem offene Fragen der Verwaltung des Gotteskastens im Lübecker Dom und über gewisse Zehnten auf den Äckern der Stadt geklärt wurden. Im Dezember 1256 erwarb er von Vollrad Steen und dessen gleichnamigen Neffen für 600 Lübische Mark die Vogtei Eutin, welcher Stadt er das Lübeckische Recht erteilte. 1258 begründete er das Schwartauer Siechenhaus.

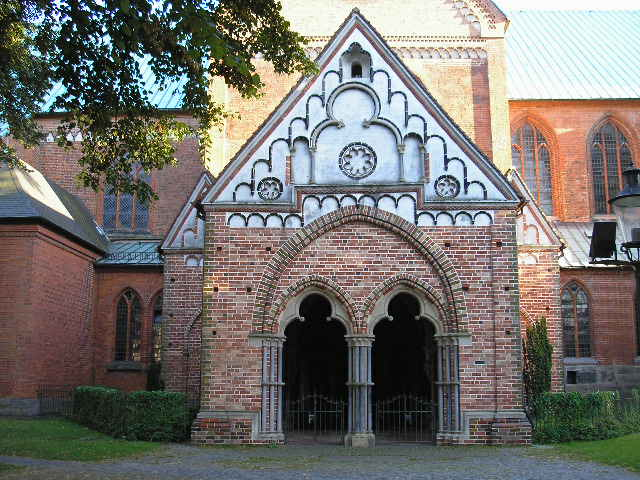
Paradies

Diest stammte aus dem Rheinland und seine dort vorgeprägten Architekturvorstellungen prägen die Paradies genannte Säulenvorhalle des Lübecker Doms vor dem nördlichen Querschiffgiebel. Das von Diest in Auftrag gegebene Paradies wird heute als einzigartige Gemeinschaftsleistung rheinischer Steinmetze und Lübecker Backsteinbaumeister angesehen.